# Saint-Raphaël (Var)
Saint-Raphaël (pronunciado /sɛ̃ ʁafaɛl/; en occitano: Sant Rafèu) es una localidad francesa del departamento de Var, en la región de Provenza-Alpes-Costa Azul. Forma parte de la aglomeración urbana (agglomeration urbaine) de Fréjus.

## Demografía
| 409 | 501 | 647 | 883 | 955 | 974 | 994 | 1 041 | 1 055 | 1 143 | 1 271 | 1 461 | 1 508 | 2 456 | 3 227 | 3 810 | 4 270 | 4 865 | 4 893 | 5 112 | 6 183 | 8 919 | 9 539 | 9 635 | 8 969 | 10 177 | 13 425 | 17 844 | 21 080 | 24 118 | 26 616 | 30 671 | 34 381 |
| Para los censos de 1962 a 1999 la población legal corresponde a la población sin duplicidades (Fuente: INSEE [Consultar]) |     |     |     |     |     |     |       |       |       |       |       |       |       |       |       |       |       |       |       |       |       |       |       |       |        |        |        |        |        |        |        |        |

## Ciudades hermanadas
- Djermouk,  Armenia
- Gante,  Bélgica
- Sankt Georgen,  Alemania

## Puntos de interés
- Arboretum du Plan Esterel